# Bunge (компания)
Bunge Limited («Банги Лимитед») — американская агропромышленная компания. Компания зарегистрирована на Бермудских островах, штаб-квартира располагается в Сент-Луисе (штат Миссури). В списке крупнейших компаний мира Forbes Global 2000 за 2021 год Bunge заняла 621-е место (235-е по размеру выручки, 591-е по чистой прибыли, 1281-е по активам и 1489-е по рыночной капитализации).

## История
Компания была основана в 1818 году в Амстердаме Иоганном Питером Готлибом Бунге (Johann Peter Gottlieb Bunge). В 1884 году был создан филиал в Аргентине, Bunge y Born. На рынок США компания вышла в 1918 году, а в 1923 году создала Bunge North American Grain Corporation (Северо-Американскую зерновую корпорацию Банги). Основным регионом деятельности Bunge стала Северная и Южная Америка, компания занималась торговлей зерном, переработкой соевых бобов, производством растительных масел, также имела интересы в производстве красок, текстиля и цемента. В 1938 году компания занялась производством удобрений в Бразилии, вскоре став лидером в этой сфере в Латинской Америке. С покупкой в 1978 году Lauhoff Grain Company компания стала крупнейшим в мире производителем кукурузной крупы. В 1987 году была куплена Carlin Foods Corporation, производитель хлебопекарской продукции.
В 1995 году основная часть активов компании была выделена в компанию Bunge Agribusiness Ltd.; в 1999 году она была переименована в Bunge Ltd. со штаб-квартирой в Нью-Йорке. В августе 2001 года компания провела первичное размещение акций на Нью-Йоркской фондовой бирже. В 2002 году была куплена французская компания Cereol SA с операциями в Европе, Канаде и США. В 2003 году было создано совместное предприятие с DuPont по производству пищевых добавок (соевых протеина и лецитина), названное Solae L.L.C.
В 2019 году штаб-квартира была перенесена из Нью-Йорка в Сент-Луис.

## Собственники и руководство
Капитализация компании на Нью-Йоркской фондовой бирже на март 2022 года — 15 млрд долларов. На конец 2021 года крупнейшими держателями акций были инвестиционные компании:
- Capital World Investors (11,4 %),
- The Vanguard Group (9,5 %),
- BlackRock (7,3 %),
- Price T. Rowe Associates (5,4 %),
- FMR LLC (4,1 %),
- UBS Asset Management America Inc. (2,8 %),
- State Street Corporation (2,8 %),
- Dimensional Fund Advisors (2,5 %)[4].

Председатель совета директоров — Кэтлин Хайл (Kathleen Hyle). Главный исполнительный директор — Грегори Хекмэн (Gregory A. Heckman) с января 2019 года.

## Деятельность
Компания — один из лидеров мирового зернового рынка, крупнейший в мире поставщик сои, крупнейший в мире производитель растительного масла. Ведёт деятельность в: Индии, Бразилии, Северной Америке, Европе. Производит: сою, подсолнечник, рапс, канолу (разновидность рапса), пшеницу, кукурузу, корма. Пищевые продукты: растительное масло, маргарин, майонез, сахар, муку, смеси.
Торговые марки Bunge: Олейна и Ideal (Россия и Украина), Vénusz и Floriol (Венгрия), Kujawski (Польша), Floriol и Unisol (Румыния), Kaliakra (Болгария).
Подразделения по состоянию на 2020 год:
- Агробизнес — покупка, хранение, транспортировка, переработка и продажа сельскохозяйственной продукции (соя, подсолнечник, пшеница, кукуруза и другие); подразделению принадлежит 143 элеватора и 51 маслобойное предприятие; выручка 29,5 млрд долларов.
- Растительные масла — расфасовка и продажа растительных масел, маргарина, майонеза и других пищевых жиров; 110 предприятий по рафинированию и разливу масла; выручка 9,6 млрд долларов.
- Мукомольное производство — продажа пшеничной муки, хлебопекарских смесей, кукурузной крупы и муки; работает в Бразилии, Мексике и США; выручка 1,6 млрд долларов.
- Удобрения — производство и продажа удобрений в Южной Америке; выручка 0,5 млрд долларов.
- Сахар и биоэнергия — 50-процентная доля в совместном предприятии с BP в Бразилии BP Bunge Bioenergia, занимающееся производством сахара и биоэтанола; выручка 142 млн долларов.

Географическое распределение выручки в 2020 году:
- Европа — 15 млрд долларов,
- США — 10,5 млрд долларов,
- Азиатско-Тихоокеанский регион — 8,6 млрд долларов,
- Бразилия — 4,4 млрд долларов,
- Аргентина — 0,8 млрд долларов,
- Канада — 1,3 млрд долларов,
- другие страны — 0,8 млрд долларов.

|                     | 2006  | 2007  | 2008  | 2009  | 2010  | 2011  | 2012  | 2013  | 2014  | 2015  | 2016  | 2017  | 2018  | 2019   | 2020  | 2021  |
| ------------------- | ----- | ----- | ----- | ----- | ----- | ----- | ----- | ----- | ----- | ----- | ----- | ----- | ----- | ------ | ----- | ----- |
| Оборот              | 26,27 | 37,84 | 52,57 | 41,93 | 45,71 | 56,10 | 60,99 | 61,35 | 57,16 | 43,46 | 42,68 | 45,79 | 45,74 | 41,14  | 41,40 | 59,15 |
| Чистая прибыль      | 0,581 | 0,924 | 1,326 | 0,335 | 2,388 | 0,940 | 0,036 | 0,207 | 0,517 | 0,790 | 0,767 | 0,174 | 0,287 | -1,291 | 1,165 | 2,078 |
| Активы              | 14,35 | 21,99 | 20,23 | 21,29 | 26,00 | 25,22 | 27,28 | 26,78 | 21,43 | 17,92 | 19,19 | 18,87 | 19,43 | 18,32  | 23,66 | 23,82 |
| Собственный капитал | 6,068 | 8,697 | 8,128 | 10,37 | 12,55 | 12,08 | 11,26 | 10,09 | 8,690 | 6,652 | 7,343 | 7,357 | 6,378 | 6,030  | 6,205 | 7,669 |

### Bunge в России

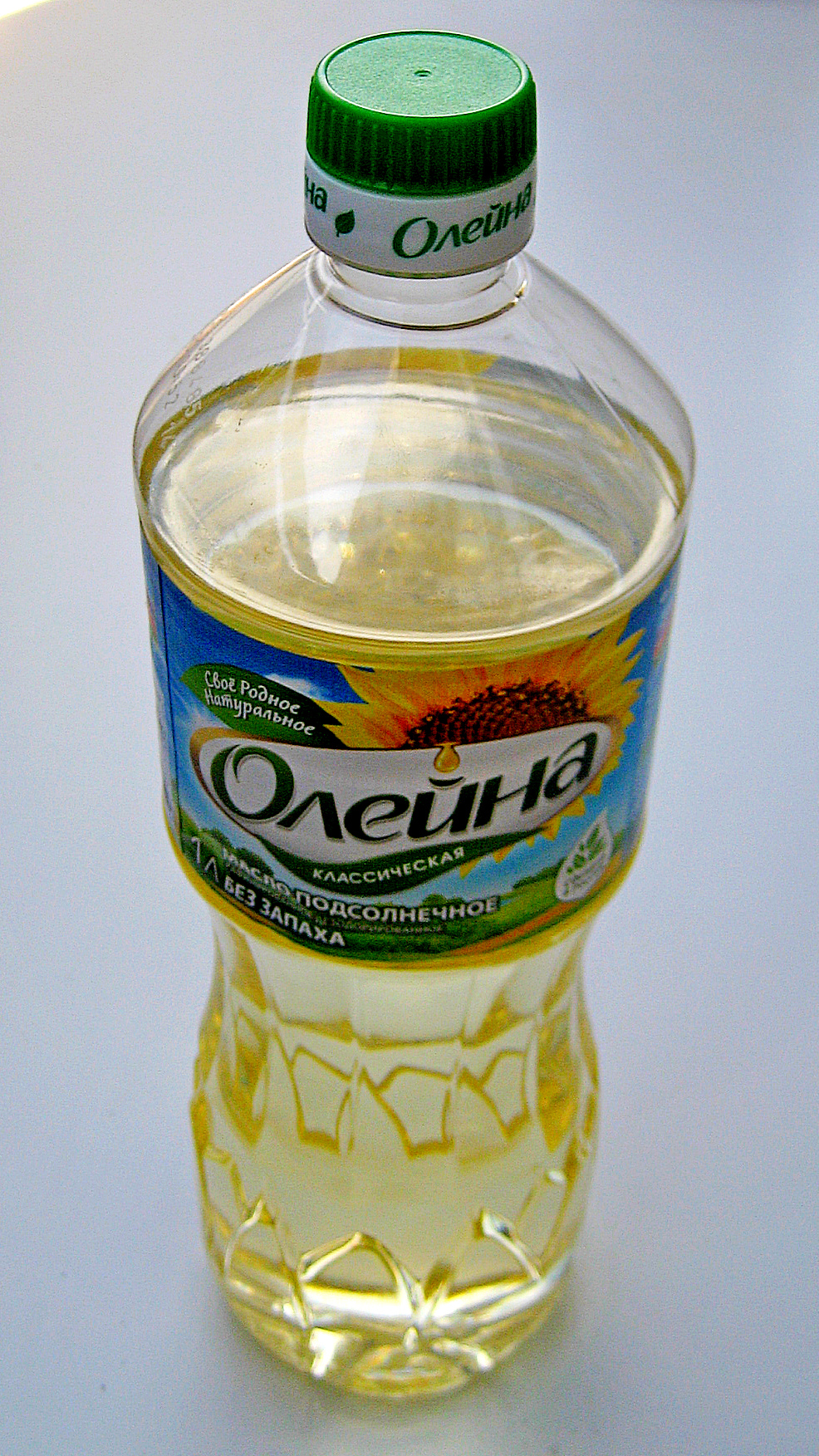
«Олейна»

Международная компания Bunge Ltd зарегистрировала своё подразделение в России — ООО «БУНГЕ СНГ» — в 2004 году. Основные направления деятельности — производство растительного масла и торговля зерном. В портфеле ООО «БУНГЕ СНГ» три популярные торговые марки подсолнечного масла — «Олейна», IDEAL и «Масленица», а также оливкового масла Primoliva. Совокупная доля компании на российском рынке бутилированного подсолнечного масла, по данным розничного аудита компании Nielsen, в 2014 году составлял 10,4 %.
ООО «БУНГЕ СНГ» развивает также и направление по переработке и торговле сельскохозяйственной продукцией — зерновыми, семенами подсолнечника и продуктами их переработки (растительным маслом и шротом). В течение 2004—2005 годов компания приобрела зерновые элеваторы в Краснодарском крае и Воронежской области, а также зерновой терминал в Ростове-на-Дону.  В 2011 году сырьевой экспорт компании (в основном, пшеницы) составил 1,5 млн. тонн на сумму 380 млн долларов. Ростовский зерновой терминал в 2020 году завершил реконструкцию стоимостью 1,97 млн долларов с расчетным сроком окупаемости 5,9 года. В результате терминал увеличил общие емкости хранения с 30 тыс. до 42 тыс.тонн.  В марте 2021 года ООО «БУНГЕ СНГ» продала 100% долей зернового терминала в Ростове-на-Дону владельцам столичного зернотрейдера «АгроЛэндТрейд» Марату Шайдаеву и Алексею Чемеричко. Эксперт в области инфраструктуры оценивает сделку в 30-40 млн долларов.
В 2023 году состоялась продажа международной группой Bunge российского бизнеса новому владельцу и переименование ООО «БУНГЕ СНГ» в ООО «Масленица».

### Бунге Украина
Компания владеет 94 % акций Днепропетровского маслоэкстракционного завода (ДМЭЗ) — крупнейшего на Украине производителя рафинированного подсолнечного масла. На украинский рынок компания пришла в 2002 году, купив компанию Cereol. Сегодня через аффилированные структуры Bunge вырабатывает и продаёт подсолнечное масло под ТМ «Олейна» и ТМ «Розумниця». В 2014 -2016 году компания инвестировала 180 млн долларов в строительство Николаевского маслоэкстракционного завода.
Компании принадлежат зернотрейдер ДП с ИИ «Сантрейд», ООО «ЕТСК» с аффилированным Николаевским маслоэкстракционным заводом, торговая марка «Олейна», зерновые элеваторы в Одесской, Днепропетровской, Кировоградской, Винницкой областях. В 2006 году оборот «Бунге Украина» составил 350 млн долларов.

## Производство биотоплива
В ноябре 2005 года Bunge создала в Европе совместное предприятие по производству биодизеля с французской компанией KBBV and Diester Industrie. Новое предприятие получило наименование Diester Industrie International. Совместное предприятие будет производить биодизель в Германии, Австрии и Италии. Суммарная мощность заводов достигнет 430 тысяч тонн биодизеля в год.